# David Nwaba
Pour les articles homonymes, voir Nwaba.
David Ugochukwu Nwaba, né le 14 janvier 1993 à Los Angeles en Californie, est un joueur américain de basket-ball évoluant aux postes d'arrière et ailier.

## Biographie
Nwaba fréquente l’University High School à Los Angeles, où il est deux fois All-Western League Most Valuable Player. En 2010-2011, il obtient des moyennes de 22,0 points et 11,5 rebonds par match.

### Carrière universitaire
Il rejoint initialement Hawaii Pacific mais demande son transfert à Santa Monica College en 2012. En 2012-2013, il est nommé joueur de l’année de la Western State Conference South Division et membre de la première équipe de l’All-California Community College Athletic Association avec des moyennes de 20,5 points, 8,8 rebonds et 2,5 passes décisives par match.
En 2013, Nwaba est de nouveau transféré, cette fois à Cal Poly. En tant que deuxième année en 2013-2014, il participe aux 34 matchs avec 30 titularisations et termine 8e meilleur joueur de la Big West Conference et 59e parmi les joueurs de la Division I de la NCAA avec un pourcentage de 52,6 %. Il est nommé dans la Big West All-Tournament Team après avoir marqué en moyenne 14,0 points. Le 14 décembre 2013, il marque un record en carrière de 22 points à 11 sur 13 au tir contre Cal State Dominguez Hills.
En tant que junior en 2014-2015, Nwaba termine à la 15e place des joueurs de la Big West Conference avec 11,4 points par match. Il a aussi des moyennes de 4,7 rebonds et 1,3 interception par match. Il marque au moins 10 points dans 16 matchs, y compris une pointe à 21 points contre Gonzaga le 20 décembre 2014.
En 2015-2016, Nwaba obtient la All-Big West Honorable Mention, après avoir obtenu en moyenne 12,5 points, 6,3 rebonds, 3,5 passes décisives et 1,2 interception en 30 matchs. À la fin de son cursus à Cal Poly, Nwaba s’est classé 15e dans l’histoire de l'université en termes de rebonds avec un total de 465 et est l’un des 23 joueurs à marquer plus de 1 000 points.

### Carrière professionnelle

#### Los Angeles D-Fenders (2016-2017)
Après avoir obtenu son diplôme en sociologie à Cal Poly au printemps 2016, Nwaba se rend à Reno, au Nevada, pour participer à un essai pour les Bighorns de Reno de la NBA Development League. Les Bighorns obtiennent ses droits, mais les cèdent aux D-Fenders de Los Angeles le 30 octobre 2016. Nwaba rejoint les D-Fenders pour le camp d’entraînement et intègre l'effectif de début de saison.

#### Lakers de Los Angeles (2017)
Le 28 février 2017, Nwaba signe un contrat de 10 jours avec les Lakers de Los Angeles. Ce soir-là, Nwaba fait ses débuts en NBA dans une défaite 109-104 contre les Hornets de Charlotte, jouant six minutes au quatrième quart-temps. Le 11 mars 2017, il signe un second contrat de 10 jours avec les Lakers. Il est titularisé pour les Lakers un jour plus tard, marquant six points dans une défaite de 118–116 contre les 76ers de Philadelphie. Le 21 mars 2017, il signe un contrat définitif avec les Lakers. Le 1er avril 2017, il marque 19 points dans une défaite 115-104 contre les Clippers de Los Angeles. 
Pendant sa saison rookie avec les Lakers, Nwaba est affecté aux D-Fenders de Los Angeles, équipe de G-League associée aux Lakers, à quatre reprises. Le 12 juillet 2017, les Lakers le licencient.

#### Bulls de Chicago (2017-2018)
Deux jours plus tard, il signe aux Bulls de Chicago pour la saison suivante. Au début de la saison 2017, Nwaba est titularisé à plusieurs reprises et est salué par ses coéquipiers pour sa capacité à contester des tirs. Le 22 février 2018, Nwaba bat son record en carrière avec 21 points contre les 76ers de Philadelphie.

#### Cavaliers de Cleveland (2018-2019)
Le 8 septembre 2018, il signe un contrat avec les Cavaliers de Cleveland pour la saison 2018-2019, où il joue en moyenne 19 minutes par match, pour une production de 6,5 points, 3,2 rebonds et 1,1 passe décisive par match.

#### Nets de Brooklyn (2019-2020)
Le 17 juillet 2019, Nwaba signe un contrat avec les Nets de Brooklyn. Néanmoins, le 3 janvier 2020, il est coupé par les Nets de Brooklyn après s'être fait une rupture du talon d'Achille, quelques jours auparavant.

#### Rockets de Houston (2020-2022)
Le 23 juin, les Rockets de Houston annoncent avoir signé un contrat avec David Nwaba. Il ne jouera pas la fin de saison mais les Rockets ont une option d'équipe pour la saison 2020-2021.
Agent libre à l'été 2021, il re-signe avec les Rockets pour un contrat de 15 millions de dollars sur trois ans.
Fin septembre 2022, il est transféré vers le Thunder d'Oklahoma City en compagnie de Sterling Brown, Trey Burke et Marquese Chriss contre Théo Maledon, Derrick Favors, Ty Jerome, Maurice Harkless et un second tour de draft 2025. Il est coupé le 17 octobre 2022.

## Statistiques

### Université
gras = ses meilleures performances
| Saison    | Équipe   | Matchs | Titul. | Min./m | % Tir | % 3pts | % LF | Rbds/m. | Pass/m. | Int/m. | Ctr/m. | Pts/m. |
| --------- | -------- | ------ | ------ | ------ | ----- | ------ | ---- | ------- | ------- | ------ | ------ | ------ |
| 2013-2014 | Cal Poly | 34     | 30     | 23,8   | 52,6  | —      | 68,6 | 4,80    | 1,20    | 0,80   | 0,60   | 11,70  |
| 2014-2015 | Cal Poly | 24     | 20     | 26,80  | 42,8  | 20,0   | 63,6 | 4,70    | 1,50    | 1,30   | 0,60   | 11,50  |
| 2015-2016 | Cal Poly | 30     | 27     | 26,0   | 46,2  | 14,3   | 62,3 | 6,30    | 3,50    | 1,20   | 0,50   | 12,50  |
| Carrière  | Carrière | 88     | 77     | 26,0   | 47,3  | 16,7   | 65,0 | 5,30    | 2,00    | 1,10   | 0,60   | 11,90  |

### NBA

#### Saison régulière
| Saison    | Équipe      | Matchs | Titul. | Min./m | % Tir | % 3pts | % LF | Rbds/m. | Pass/m. | Int/m. | Ctr/m. | Pts/m. |
| --------- | ----------- | ------ | ------ | ------ | ----- | ------ | ---- | ------- | ------- | ------ | ------ | ------ |
| 2016-2017 | L.A. Lakers | 20     | 2      | 19,9   | 58,0  | 20,0   | 64,1 | 3,20    | 0,70    | 0,60   | 0,40   | 6,00   |
| 2017-2018 | Chicago     | 70     | 21     | 23,5   | 47,8  | 34,6   | 65,5 | 4,70    | 1,50    | 0,80   | 0,40   | 7,90   |
| 2018-2019 | Cleveland   | 51     | 14     | 19,3   | 48,1  | 32,0   | 68,2 | 3,20    | 1,10    | 0,70   | 0,30   | 6,50   |
| 2019-2020 | Brooklyn    | 20     | 0      | 13,4   | 52,1  | 42,9   | 66,7 | 2,30    | 0,40    | 0,60   | 0,60   | 5,20   |
| 2020-2021 | Houston     | 30     | 9      | 22,6   | 48,6  | 27,0   | 69,1 | 3,90    | 1,00    | 1,00   | 0,70   | 9,20   |
| 2021-2022 | Houston     | 46     | 4      | 13,2   | 48,3  | 30,6   | 71,6 | 3,30    | 0,80    | 0,60   | 0,40   | 5,10   |
| Carrière  | Carrière    | 237    | 50     | 19,3   | 49,0  | 32,0   | 67,3 | 3,70    | 1,00    | 0,70   | 0,40   | 6,80   |

## Records sur une rencontre en NBA
Les records personnels de David Nwaba en NBA sont les suivants, :
| Type de statistique        | Saison régulière | Saison régulière          | Saison régulière |
| Type de statistique        | Record           | Adversaire                | Date             |
| -------------------------- | ---------------- | ------------------------- | ---------------- |
| Points                     | 22               | 2 fois                    | 2 fois           |
| Paniers marqués            | 9                | 3 fois                    | 3 fois           |
| Paniers tentés             | 16               | 3 fois                    | 3 fois           |
| Paniers à 3 points réussis | 3                | 2 fois                    | 2 fois           |
| Paniers à 3 points tentés  | 6                | Lakers de Los Angeles     | 21 novembre 2018 |
| Lancers francs réussis     | 7                | 3 fois                    | 3 fois           |
| Lancers francs tentés      | 10               | @ Clippers de Los Angeles | 1er avril 2017   |
| Rebonds offensifs          | 6                | @ Nets de Brooklyn        | 9 avril 2018     |
| Rebonds défensifs          | 10               | 2 fois                    | 2 fois           |
| Rebonds totaux             | 11               | 4 fois                    | 4 fois           |
| Passes décisives           | 5                | 4 fois                    | 4 fois           |
| Interceptions              | 4                | @ Bulls de Chicago        | 18 janvier 2021  |
| Contres                    | 4                | Lakers de Los Angeles     | 28 décembre 2021 |
| Balles perdues             | 4                | 2 fois                    | 2 fois           |
| Minutes jouées             | 41               | @ Wizards de Washington   | 15 février 2021  |

- Double-double : 4
- Triple-double : 0

Dernière mise à jour : 2 août 2022

## Vie personnelle
Il est le frère de l'athlète Barbara Nwaba.